# Vittorio Gassman
Vittorio Gassman, ps. „Il Mattatore” (ur. 1 września 1922 w Genui, zm. 29 czerwca 2000 w Rzymie) – włoski aktor teatralny i filmowy, reżyser.

## Życiorys

### Wczesne lata
Urodził się w Genui w zamożnej niemiecko-włoskiej rodzinie rzymskokatolickiej jako syn Luisy Ambron i inżyniera Heinricha „Enrico” Gassmana. Jego rodzina miała pochodzenie żydowskie. Jego matka pochodziła z Pizy w Toskanii. W latach szkolnych był dobrym koszykarzem. Uczęszczał do szkoły prawniczej. Następnie studiował aktorstwo pod kierunkiem Silvio D’Amico w Rzymie. W 1942 zadebiutował na scenie w Mediolanie w przedstawieniu Nieprzyjaciółka (La nemica) z Aldą Borelli w reżyserii Dario Niccodemi. Następnie przeniósł się do Rzymu i związał z zespołem Teatro Eliseo z Tino Carraro i Ernesto Calindri.

### Kariera
Po raz pierwszy wystąpił na ekranie w filmie Spotkanie z Laurą (Incontro con Laura, 1945). Wraz ze Stoppą, Riną Morelli i Paolą Borboni występował w sztukach reżyserowanych przez Luchino Viscontiego. Grał energicznego Stanleya Kowalskiego w sztuce Tennessee Williamsa Tramwaj zwany pożądaniem (Un tram che si chiama desiderio). Następnie dołączył do Teatro Nazionale z Tommaso Salvini, Massimo Girotti, Arnoldo Foà w spektaklu Henryka Ibsena Peer Gynt. W 1952 wraz z Luigi Squarziną założył Teatro d’Arte Italiano i zrealizował pełną wersją dramatu Hamlet, a następnie rzadkie utwory Seneki Tyestes (Tieste) lub Ajschylosa Persowie. W 1956 zagrał tytułową postać w Otellu. 
Dużą popularność przyniósł mu udział w czarnej komedii Sprawcy nieznani (I soliti ignoti, 1958) jako złodziej z Claudią Cardinale, komediodramacie wojennym Wielka wojna (La grande guerra, 1959), komediodramacie Fanfaron (Il sorpasso, 1962), komedii Potwory (I mostri, 1963), komedii Brancaleone i Krzyżowcy (Brancaleone alle crociate, 1970), komediodramacie Zapach kobiety (Profumo di donna, 1974) jako kapitan Fausto Consolo i dramacie Drogi papa (Caro papà, 1979). Pomimo sukcesu w filmach Gassman nigdy nie opuścił teatru. Założył szkołę teatralną we Florencji.

## Życie prywatne
Był trzykrotnie żonaty. W czerwcu 1943 ożenił się z Norą Ricci, z którą ma córkę Paolę. 16 kwietnia 1967 ślub został anulowany. 28 kwietnia 1952 poślubił amerykańską aktorkę Shelley Winters, rozwiedli się 2 czerwca 1954. Mieli córkę Vittorię (ur. 14 lutego 1953). Z nieformalnego związku z francuską aktorką Juliette Mayniel miał syna Alessandro (ur. 24 lutego 1965), później również aktora. 7 grudnia 1970 po raz trzeci ożenił się – tym razem z Dilettą D'Andreą, z którą miał syna Jacopo.

### Śmierć
W późnych latach swojego życia padł ofiarą depresji. Zmarł w wieku 78 lat na zawał mięśnia sercowego. Pochowany został na słynnym cmentarzu Campo Verano w Rzymie.

## Filmografia
Filmy
| Rok  | Tytuł                                                        | Rola                                                                                               | Reżyser                                  |
| ---- | ------------------------------------------------------------ | -------------------------------------------------------------------------------------------------- | ---------------------------------------- |
| 1945 | Spotkanie z Laurą (Incontro con Laura)                       | Franco                                                                                             | Carlo Alberto Felice                     |
| 1946 | Preludium miłości (Preludio d’amore)                         | Davide                                                                                             | Giovanni Paolucci                        |
| 1947 | Elena (Daniele Cortis)                                       | Daniele Cortis                                                                                     | Mario Soldati                            |
| 1947 | Pinokio (Le avventure di Pinocchio)                          | Zielony Rybak                                                                                      | Gianetto Guardone                        |
| 1947 | Il cavaliere misterioso                                      | Giacomo Casanova                                                                                   | Riccardo Freda                           |
| 1947 | Córka kapitana (La figlia del capitano)                      | Svabrin                                                                                            | Mario Camerini                           |
| 1949 | Gorzki ryż (Riso amaro)                                      | Walter                                                                                             | Giuseppe De Santis                       |
| 1949 | Wilk z Sewilli (Il Lupo della Sila)                          | Pietro Campolo                                                                                     | Duilio Coletti                           |
| 1949 | Una voce nel tuo cuore                                       | Paolo Baldini, dziennikarz                                                                         | Alberto D’Aversa                         |
| 1949 | Wędrujący Żyd (L'ebreo errante)                              | Mathieu Blumenthal                                                                                 | Goffredo Alessandrini                    |
| 1949 | Marzyłem o raju (Ho sognato il paradiso)                     | Giorgio                                                                                            | Giorgio Pàstina                          |
| 1950 | Wyjęci spod prawa (I Fuorilegge)                             | Turi                                                                                               | Aldo Vergano                             |
| 1950 | Krogulec Nilu (Lo sparviero del Nilo)                        | Yusuf                                                                                              | Giacomo Gentilomo                        |
| 1951 | Anna                                                         | Vittorio                                                                                           | Alberto Lattuada                         |
| 1951 | Czarna korona (La Corona negra)                              | Mauricio                                                                                           | Luis Saslavsky                           |
| 1952 | Znak Zorro (Il Sogno di Zorro)                               | Don Juan                                                                                           | Mario Soldati                            |
| 1953 | Handel żywym towarem (La Tratta delle bianche)               | Michele                                                                                            | Luigi Comencini                          |
| 1953 | Sombrero                                                     | Alejandro Castillo                                                                                 | Norman Foster                            |
| 1954 | Mambo                                                        | Mario                                                                                              | Robert Rossen                            |
| 1954 | Ściana ze szkła (Il muro di vetro)                           | Peter Kaban                                                                                        | Maxwell Shane                            |
| 1954 | Rapsodia                                                     | Paul Bronte                                                                                        | Charles Vidor                            |
| 1955 | Najpiękniejsza kobieta świata (La donna più bella del mondo) | Książę Sergiej                                                                                     | Robert Z. Leonard                        |
| 1955 | Kean (Kean – Genio e sregolatezza)                           | Edmund Kean                                                                                        | Francesco Rosi, Vittorio Gassman         |
| 1956 | Wojna i pokój (War and Peace)                                | Anatol Kuragin                                                                                     | King Vidor                               |
| 1956 | Bronię mojej miłości (Difendo il mio amore)                  | Giovanni Marchi                                                                                    | Giulio Macchi                            |
| 1957 | Miłość specjalistka (La ragazza del Palio)                   | Piero di Montalcino                                                                                | Luigi Zampa                              |
| 1958 | Sprawcy nieznani (I Soliti ignoti)                           | Giuseppe Marchetti „Peppe er Pantera”                                                              | Mario Monicelli                          |
| 1958 | Burza nad stepem (La tempesta)                               | Prokurator                                                                                         | Alberto Lattuada                         |
| 1959 | Skok w Mediolanie (Audace colpo dei soliti ignoti)           | Giuseppe „Peppe er Pantera” Baiocchi                                                               | Nanni Loy                                |
| 1959 | Niespodzianki miłości (Le sorprese dell’amore)               | mistrz szkoły                                                                                      | Luigi Comencini                          |
| 1959 | Wielka wojna (La Grande guerra)                              | Giovanni Busacca                                                                                   | Mario Monicelli                          |
| 1959 | Cud (The Miracle)                                            | Guido                                                                                              | Irving Rapper, Gordon Douglas            |
| 1960 | Zbrodnia (Crimen)                                            | Remo Capretti                                                                                      | Mario Camerini                           |
| 1961 | Barabasz (Barabba)                                           | Sahak                                                                                              | Richard Fleischer                        |
| 1961 | Duchy w Rzymie (Fantasmi a Roma)                             | Giovanni Battista Villari „il Caparra”                                                             | Antonio Pietrangeli                      |
| 1961 | Życie nie jest łatwe (Una vita difficile)                    | w roli samego siebie                                                                               | Dino Risi                                |
| 1961 | Sąd ostateczny (Il giudizio universale)                      | Cimino                                                                                             | Vittorio De Sica                         |
| 1962 | Rozbójnicy sycylijscy (I briganti italiani)                  | Vincenzino                                                                                         | Mario Camerini                           |
| 1962 | Czarna dusza (Anima nera)                                    | Adriano Zucchelli                                                                                  | Roberto Rossellini                       |
| 1962 | Fanfaron (IL sorpasso)                                       | Bruno Cortona                                                                                      | Dino Risi                                |
| 1962 | Marsz na Rzymu (La marcia su Roma)                           | Domenico Rocchetti                                                                                 | Dino Risi                                |
| 1963 | Sukces (Il successo)                                         | Giulio Cerioni                                                                                     | Mauro Morassi, Dino Risi                 |
| 1963 | Potwory (I mostri)                                           | różne role                                                                                         | Dino Risi                                |
| 1963 | Trudna miłość (L'amore difficile) – L'avaro                  | prawnik                                                                                            | Luciano Lucignani                        |
| 1964 | Porozmawiajmy o kobietach (Se permettete parliamo di donne)  | Dziwny gość/Dowcipniś/Klient/Kochanek/Niecierpliwy kochanek/Kelner/Nieśmiały brat/Choleryk/Więzień | Ettore Scola                             |
| 1965 | Włoch w Argentynie (Il Gaucho)                               | Marco Ravicchio                                                                                    | Dino Risi                                |
| 1965 | Slalom                                                       | Lucio Ridolfi                                                                                      | Luciano Salce                            |
| 1965 | Koniunktura (La congiuntura)                                 | Giuliano                                                                                           | Ettore Scola                             |
| 1966 | Armia Brancaleone (L'armata Brancaleone)                     | Brancaleone da Norcia                                                                              | Mario Monicelli                          |
| 1967 | Tygrys i kotka (Il tigre)                                    | Francesco Vincenzini                                                                               | Dino Risi                                |
| 1967 | Siedem razy kobieta (Woman Times Seven)                      | Cenci – odc. 'Two Against One'                                                                     | Vittorio De Sica                         |
| 1969 | 12+1 (12 + 1)                                                | Mario Beretti                                                                                      | Nicolas Gessner, Luciano Lucignani       |
| 1974 | Tacy byliśmy zakochani (C'eravamo tanto amati)               | Gianni Perego                                                                                      | Ettore Scola                             |
| 1974 | Zapach kobiety (Profumo di donna)                            | kapitan Fausto Consolo                                                                             | Dino Risi                                |
| 1976 | Pustynia Tatarów (Il Deserto dei Tartari)                    | Filimore                                                                                           | Valerio Zurlini                          |
| 1977 | Nowe potwory (I Nuovi mostri)                                | różne role                                                                                         | Mario Monicelli, Dino Risi, Ettore Scola |
| 1978 | Dzień weselny (A Wedding)                                    | Luigi Corelli                                                                                      | Robert Altman                            |
| 1979 | Kwintet (Quintet)                                            | Saint Christopher                                                                                  | Robert Altman                            |
| 1979 | Drogi papa (Caro papà)                                       | Albino Millozza                                                                                    | Dino Risi                                |
| 1980 | Naga bomba (The Nude Bomb)                                   | Sauvage / Nino Salvatori Sebastiani                                                                | Clive Donner                             |
| 1981 | Sprawa Sharky’ego (Sharky’s Machine)                         | Victor Score                                                                                       | Burt Reynolds                            |
| 1981 | Camera d'albergo                                             | Achille Mengaroni                                                                                  | Mario Monicelli                          |
| 1982 | Hrabia Tacchia (Il Conte Tacchia)                            | Książę Torquato Terenzi                                                                            | Sergio Corbucci                          |
| 1982 | Burza (Tempest)                                              | Alonzo                                                                                             | Paul Mazursky                            |
| 1983 | Życie jest powieścią (La Vie est un roman)                   | Walter Guarini                                                                                     | Alain Resnais                            |
| 1983 | Benvenuta                                                    | Livio Carpi                                                                                        | André Delvaux                            |
| 1985 | Paradygmat, czyli potęga zła (Le Pouvoir du mal)             | Gottfried                                                                                          | Krzysztof Zanussi                        |
| 1987 | Rodzina (La Famiglia)                                        | Carlo w dojrzałym wieku                                                                            | Ettore Scola                             |
| 1988 | Piraci (I Picari)                                            | Marquis Felipe de Aragona                                                                          | Mario Monicelli                          |
| 1990 | Baśnie tysiąca i jednej nocy (Les Mille et une nuits)        | Sinbad                                                                                             | Philippe de Broca                        |
| 1990 | Biorę sobie trud (Tolgo il disturbo)                         | Augusto Scribani                                                                                   | Dino Risi                                |
| 1990 | I divertimenti della vita privata                            | Marquis                                                                                            | Cristina Comencini                       |
| 1991 | Rossini! Rossini!                                            | Ludwig van Beethoven                                                                               | Mario Monicelli                          |
| 1992 | Quando eravamo repressi                                      | seksuolog                                                                                          | Pino Quartullo                           |
| 1992 | Długa zima (El largo invierno)                               | Claudio                                                                                            | Jaime Camino                             |
| 1993 | Abraham (TV)                                                 | Terah                                                                                              | Joseph Sargent                           |
| 1994 | Każdego roku raz w roku (Tutti gli anni una volta l’anno)    | Giuseppe                                                                                           | Gianfrancesco Lazotti                    |
| 1996 | Uśpieni (Sleepers)                                           | King Benny                                                                                         | Barry Levinson                           |
| 1997 | Ogień pustyni (Deserto di fuoco, TV)                         | Tarek                                                                                              | Enzo G. Castellari                       |
| 1998 | Kolacja (La Cena)                                            | Maestro Pezzullo                                                                                   | Ettore Scola                             |

## Nagrody
- Nagroda na MFF w Cannes Najlepszy aktor: 1975 Zapach kobiety